# مسائل الأحوال الشخصية في مصر
مسائل الأحوال الشخصية في مصر هي المسائل المتعلّقة بالخطبة، والزواج، وحقوق الزوجين وواجباتهما، والدوطة، ونظام الأموال بين الزوجين، والطلاق، والتطليق، والتفريق، والبنوة، والإقرار بالأبوة وإنكارها، والعلاقة ما بين الأصول والفروع، والتبني، وتصحيح النسب، والنفقة للأقارب والأصهار، والمواريث، والوصايا، والغيبة والفقد، والولاية على المال، والأهلية.

## أصل التسمية
التسمية مأخوذة من التسمية التي أُطلِقَت على قوانين شمال إيطاليا خلال القرنين الثاني عشر والثالث عشر؛ حيث استخدم فقهاء ذلك العصر كلمة «أحوال» بدلاً من كلمة «قوانين»، وقاموا بتقسيم القوانين عندهم إلى: أحوال شخصية (أي قوانين شخصية)، وأحوال عينية (أي قوانين عينية). وتظهر أهمية مصطلح «الأحوال الشخصية» في أنه يحدد القواعد الإجرائية التي يجب اتّباعها عند التعامل مع دعاوى الأحوال الشخصية، التي تملك بعض الإجراءات التي تختلف عن إجراءات بعض الدعاوى الأخرى.

## القضاء المختص بنظرها
في ظل التعددية القضائية التي كانت موجودة في مصر قبل عام 1955، تعددت المحاكم التي كانت تقضي في مسائل الأحوال الشخصية: حيث خضع الأجانب للمحاكم القنصلية التي كانت لها سلطة الفصل في هذه المسائل، كما خضع مسلمو مصر للمحاكم الشرعية، وخضع غير المسلمين من المصريين للمجالس الملية. وكانت الفكرة في هذه التعددية تقوم على أنه يحق لكل رد أن يُعامَل بحسب ديانته أو جنسيته.
بدأت مصر تسترد سيادتها في الأمور القضائية عقب إلغاء المحاكم المختلطة والمحاكم القنصلية، وقد جاء ذلك نتيجة لإلغاء الامتيازات الأجنبية في 14 أكتوبر 1949. فبقى القضاء في مسائل الأحوال الشخصية مُوزّعا على المحاكم الشرعية (للمسلمين)، والمجالس الملية (لغير المسلمين).
وبصدور القانون رقم 462 في 21 سبتمبر 1955، بدأت عملية التوحيد القضائي؛ حيث تم إلغاء المحاكم الشرعية والمجالس الملية، ونقل اختصاصاتهما إلى المحاكم الوطنية بداية من يناير 1956. وبمقتضى هذا القانون، أصبحت المحاكم المصرية هي المختصة بنظر جميع المنازعات بين المصريين، بما فيها منازعات الأحوال الشخصية، بغض النظر عن كونهم مسلمين أم غير مسلمين. ومنذ 2004، أصبح نظر مسائل الأحوال الشخصية من اختصاص محاكم الأسرة وحدها.

## القوانين التي تنظمها
حتى الآن، لا يوجد في مصر نظام تشريعي موحد، لمسائل الأحوال الشخصية كلها، يضم جميع المصريين بغض النظر عن ديانتهم: فمن ناحية، هناك تقاليد راسخة في مصر تقتضي خضوع الزواج والمسائل المتفرّعة عنه إلى أحكام وشرائع الطوائف الدينية المعترف بها في مصر، على أن تطبق أحكام الشريعة الإسلامية على غير المسلمين من المصريين إذا كانوا مختلفين في الديانة أو في الملة أو في الطائفة داخل علاقة معينة (كأن يكون أحد الزوجين من المسيحيين الأقباط الأرثوذكس، والآخر من المسيحيين الأقباط الكاثوليك)، أو كانوا متحدين في الديانة والملة والطائفة ولكن تكون أحكام شريعتهم مخالفة للنظام العام والأعراف والتقاليد في مصر.
ومن ناحية أخرى، توزع بقية مسائل الأحوال الشخصية، التي لا تعتبر من ضمن مسائل الزواج، على قوانين مستقلة مُوحدة لكل المصريين، سواء كانوا مسلمين أم غير مسلمين؛ مثل: القانون المدني، وقوانين الميراث والوصية والوقف. وهذه القوانين مستمدة من الشريعة الإسلامية، مع العمل بأرجح الأقوال في المذهب الحنفي في المسائل التي لا توجد لها تنظمها في هذه القوانين. والسبب في ذلك هو أن هذه المسائل ليست من ضمن «المواد المذهبية أو الروحية» التي يتم فيها تطبيق الشرائع الدينية غير الإسلامية على غير المسلمين من المصريين.